# Bendik Hofseth

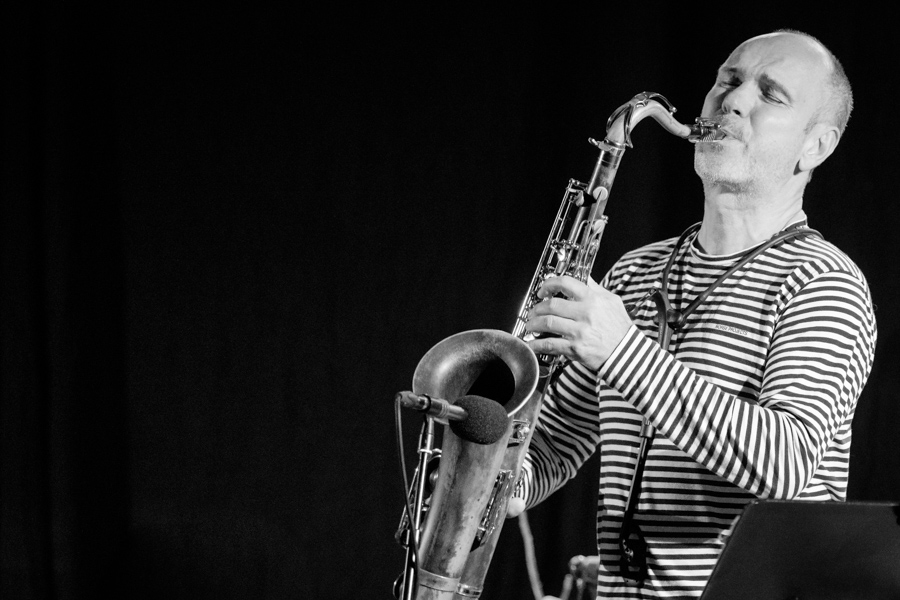
Bendik Hofseth (Jølster 2020)

Bendik Hofseth (* 19. Oktober 1962 in Oslo) ist ein norwegischer Jazz-Saxophonist und Komponist.

## Leben und Wirken
Hofseth spielte seit 1980 in verschiedenen norwegischen Bands, darunter 1980 bis 1982 im Quintett von Erik Wøllo, 1982 in der Band von Lakki Patey, 1983 bis 1984 in der Gruppe von Jon Eberson, 1984 bis 1985 in der Rhythm-and-Blues-Gruppe Heavy Gentlemen und daneben mit Pål Thowsen.
Danach ging er für sechs Jahre in die USA, wo er mit den Gruppen Steps Ahead und Full Circle arbeitete. Daneben trat er auch mit norwegischen Musikern wie der Gruppe Ab und zu, Kenneth Sivertsen und Arild Andersen und dem deutschen Saxophonisten Michael Villmow auf.
Nach seiner Rückkehr nach Norwegen gründete er 1991 eine eigene Band, mit der er mehrere CDs, zum großen Teil mit eigenen Kompositionen, einspielte, und arbeitete mit Musikern wie John McLaughlin, D’Gary, Hariprasad Chaurasia, Mikhail Alperin, Django Bates, Andy Summers, Tony Levin, Rickie Lee Jones, Helge Iberg, Andrea Marcelli, Øystein Sevåg, Ingeborg Hungnes und Terje Venaas, Jacob Young, Ketil Bjørnstad, Bertine Zetlitz, Jan Bang, Sigvart Dagsland, Espen Beranek Holm und Bjørn Eidsvåg. Daneben trat er auch mit Sinfonieorchestern wie dem Oslo Filharmoniske Orkester, dem Bergen Filharmoniske Orkester und dem Trondheim Symfoniorkester auf und spielte das Saxophonkonzert von Bjørn Kruse ein.
Hofseth nahm auch Pop-, Unterhaltungs- und Filmmusiken (u. a. mit Reidar Skår) auf und komponierte für Theater, Ballett und Film. Er ist Vorsitzender der NOPA (Norsk vorening for komponister og tekstforfattere), der norwegischen Vereinigung der Komponisten und Textdichter.

## Diskographie
- N.Y.C. 1989 mit Steps Ahead
- IX, 1991
- Amuse Yourself, 1993
- Metamorfoser, 1994
- Colours, 1996
- Planets, Rivers and... IKEA, 1996
- Smilets historie, 1999
- Oppfinnelser, 1999
- "Itaka", 2004